# Aspilatopsis rufaria
Aspilatopsis rufaria là một loài bướm đêm trong họ Geometridae.